# Komadić neba
Komadić neba (na španjolskom "Cachito de cielo")  je nova meksička telenovela koju producira Televisa,a u kojoj glavne uloge tumače Maite Perroni i Pedro Fernández. Serija se temelji na američkom filmu Heaven Can Wait.

## Kratki sadržaj
Adrian "Cachito" Gomez je zgodan i karizmatičan nogometaš, koji najbolje trenutke svoga života dijeli sa svojom djevojkom Renatom Landeros, lijepom novinarkom koju smatra ljubavi svog života.
On iznenada umire, na utakmici kada se desi "mala greška" dvojice anđela koji ga odvode u raj. Problem koji su izazvali, anđeli se rješava time što "Cachito" dobiva priliku da nadoknadi izgubljeno, ali u drugom tijelu i pod drugim imenom.
"Cachito", sada "Salvador Santillan" i po zanimanju svećenik, učinit će sve da bude blizu svojih najmilijih i zadobije Renatinu ljubav, ali kao i uvijek mnogobrojni zapleti kompliciraju istinu, koja postaje smiješna komedija.

## Glumci i glumice
- Maite Perroni...Renata Landeros Franco
- Pedro Fernández...Salavador-Padre Chava
- Mane de la Parra...(Adrian)Cachito
- Jorge Poza...Fabio
- Rafael Inclan...Ernesto "Pupi" Franco
- Pablo Lyle...Matias
- Juan Carlos Barreto
- Juan Carlos Colombo...Ezequiel
- Eduardo España...Ariel
- Raquel Pankowsky...Coca
- Adalberto Parra
- Esmeralda Pimentel.,.Mara
- Andrea Torre
- Agustin Arana
- Arturo Carmona
- Elizabeth Valdez... Diana
- Raul Araiza...Lucas
- Azela Robinson...Teresa "Tete" de Franco
- Cecilia Gabriela...Isabel
- Cynthia Klitbo...Amparo
- Luis Alfredo Gatica...Dario
- Sofia Castro
- Juan Carlos Bono